# David Hasteda
David Hasteda, ou plus simplement Hasteda, est un auteur-scénariste de bandes-dessinées né en 1974 dans les Hauts-de-France. Comme il l'a déjà indiqué dans différents portraits, sa passion remonte à l'enfance ou il conjuguait la lecture de BD franco-belges avec celles de comics américains. En marge d'un travail qui l'amène à voyager partout dans le monde, il hésite un temps entre l'écriture de nouvelles littéraires et de scénarios. Inspiré par le travail de Stephen King ou John Carpenter ainsi que le cinéma des années 80-90, ses travaux mettent en avant un goût certain pour la pop culture et le mélange des genres,,.

## Biographie
En 2013, il propose ses premiers scénarios au collectif Label 619 des éditions Ankama et s'associe à Mathieu Bablet pour une première histoire Wintekowa explorant le mythe du wendigo de la culture amérindienne. Cette histoire sera publiée en mars 2015 dans le numéro 7 de la série DoggyBags en compagnie de Lupus une seconde histoire dessinée par Chariospirale (anciennement Mëgaboy). Avec Run, directeur de la collection, il sera d'ailleurs un des scénaristes les plus prolifiques de la série DoggyBags avec sept histoires publiées et une restée inédite selon l'auteur.
En janvier 2016, en compagnie d'autres auteurs du label 619, il participe au festival d'Angoulème et présente en avant-première le numéro 9 de la série Doggybags avec Operation Wonderland une histoire dessinée par Jebedaï. La même année, il revient en juin dans les librairies avec le numéro 11 de la série et deux nouvelles histoires Carcharodon et Prizon respectivement dessinées par Ludovic Chesnot et Baptiste Pagani. Ces deux dernières histoires permettent d'ailleurs de mieux cerner les inspirations et travaux de l'auteur. Carcharodon est un récit surfant sur la Sharksploitation mais se basant surtout sur une vraie expérience de Sharkcaging en Afrique du Sud. Prizon est quant à lui un mélange des genres qu'affectionne Hasteda puisque dans ce récit la culture vaudou rencontre le mythe du golem judaïque.
En juin 2017, il rejoint Run et Céline Tran (anciennement Katsuni) pour la suite des aventures de Heartbreaker. Il écrit alors Blood tells no tales, une nouvelle histoire reprenant le personnage de Celyna créé par les deux autres auteurs pour faire la liaison entre le premier volume et ce second volume débutant la courte collection des DoggyBags présente. Ce segment sera dessiné par un auteur habitué des productions du Label 619, Sourya Sihachakr.
En mars 2018, dans l'Anthologie DoggyBags comprenant 368 pages et dix histoires sélectionnées par les lecteurs, Hasteda apparaît deux fois au générique et conclut ainsi sa participation avec la série dont la fin a été annoncé avec le numéro 13. Pour l'Anthologie DoggyBags, Hasteda livre quelques secrets de fabrication au travers d'un making-of en guise de bonus pour les histoires Wentikowa et Lupus. Une saison deux de la série DoggyBags sera mise en chantier cette même année mais seulement pour quatre nouveaux numéros auxquels Hasteda ne participera pas.
Le 31 août 2018 sort Mapple Squares, une nouvelle collaboration avec le dessinateur Ludovic Chesnot mais une première pour les auteurs qui délaissent les récits courts pour une publication longue de 168 pages dans la collection DoggyBags One-Shot du Label 619, aux éditions Ankama. Un récit qui sans un retard devait ouvrir cette nouvelle collection et qui compile ce que l'auteur trouve de plus abject dans l'humanité. Comme l'a mentionné l'auteur lors d'une émission vidéo réalisée le 10 décembre 2020 sur la plateforme Twitch, à l'origine le projet devait se composer de deux volumes. De nombreuses coupes dans le scénario ont du être faites, raison pour laquelle cet opus devance largement la pagination des trois autres One-Shot de la série avec 88 pages pour les deux derniers. L'auteur révélait dans cette même émission, une seconde impression de l'album après de bons chiffres de vente.
En septembre 2020, durant une période compliquée par le contexte sanitaire et par une future séparation du collectif Label 619 avec les éditions Ankama, Hasteda s'entoure du dessinateur Nikho et de la blogueuse et autrice Staw.a pour la sortie de Horseback 1861. L'univers de Horseback devait se décliner en une série de quatre volumes s'étalant sur une période de 1861 à 1864 aux États Unifiés d'Amérique. Un western moderne et une uchronie qui devrait néanmoins en rester à un seul et unique volume.
Le 12 novembre 2021 pour la sortie de l'album Frank Lee, l'après Alcatraz, le label 619 et les studios Yuzu diffuse une bande annonce animée du projet. Hasteda y propose une biographie romancée d'un des évadés de la célèbre prison d'Alcatraz, Frank Lee Morris. L'accueil critique est plus qu'enthousiaste à en lire certains avis disponibles sur internet,,,, et grâce aux votes des lecteurs, le titre se retrouve d'ailleurs dans la sélection des 6 albums Bulles d'or 2021. L'origine du projet remonte cependant à 2016 et devait s'intituler Frank lee, the escape artist. Initialement annoncé par l'auteur en 2017 avec Aurélien Rosset au dessin, le projet échouera dans les mains de Ludovic Chesnot pour une troisième collaboration. Un temps prévu le 11 juin 2021 pour la date anniversaire de l'évasion du personnage principal, la sortie sera décalée le 22 octobre 2021 en raison du contexte sanitaire encore incertain. Finalement comme l'évoque l'auteur dans un dernier post, la date définitive de sortie sera le 12 novembre et cela pour pallier la pénurie mondiale des matières premières qui touche les imprimeurs. Selon les dires du scénariste, cette nouvelle histoire commencerait donc là ou se termine le film de Don Siegel L'évadé d'Alcatraz . Le 5 décembre 2021, l'auteur dévoile une collaboration avec Titan Editions pour une adaptation du titre en version anglaise : Frank lee, After Alcatraz. La date de sortie de cette version est alors fixée au 12 juillet 2022 à l’occasion du soixantième anniversaire de l’évasion de Frank Lee Morris. 
Le 25 Octobre 2024, jour de sa sortie officielle, Guns & Gremlins est présenté au festival Quai des Bulles de Saint-Malo. Cette date, comme le précisera l'auteur, marque le triste anniversaire de l’opération « Vent Divin » et de la première mission kamikaze japonaise qui débuta il y a quatre-vingt années, le 25 Octobre 1944. Servant de toile de fond historique au nouvel album de l’auteur, ici épaulé par le dessinateur Guillaume Leblanc et la coloriste Feilyn, l’ouvrage se veut un parfait mélange du style franco-belge, comics et manga. Accompagné, à sa sortie, d’une bande annonce animée, Guns & Gremlins est une nouvelle fois publié aux éditions Ankama. L’album longtemps attendu après le défection d’un premier dessinateur se veut lui aussi un mélange de genre, utilisant le contexte historique de la fin de la guerre du pacifique et l’incursion fantastique du mythe des gremlins. L’auteur entend ici rendre hommage à la vrai légende aéronautique des gremlins mais aussi à l’ambiance de films « pop-corn » des années 80. Bien accueilli par la critique, il semblerait que Guns & Gremlins ne soit que le premier volume d’une possible trilogie.
En attendant la seconde partie des mésaventures de ces diaboliques créatures, que l’auteur a récemment confié être en écriture, un autre projet signé aux éditions Ankama nommé STEPHEN est déjà prévu. Une histoire qui sera dessinée par Nikopek et qui de manière énigmatique place l’écrivain Stephen King au centre d’une intrigue en tant que personnage principal. À suivre, donc…